# Osiedle Powstańców Warszawy (Poznań)

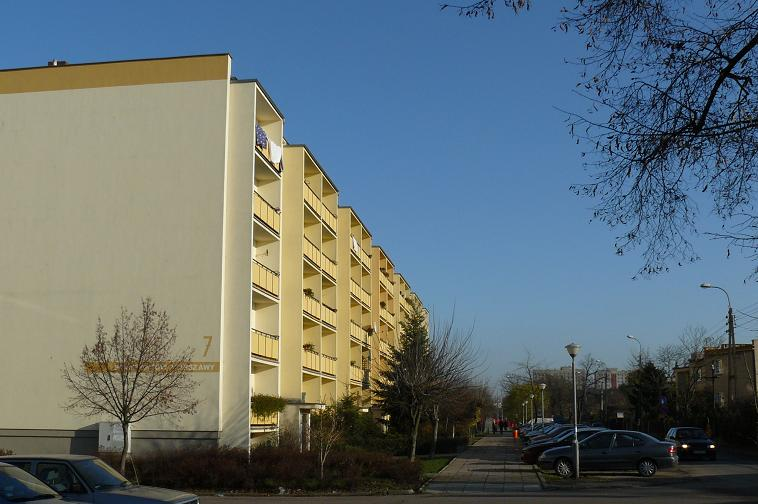
Osiedle Powstańców Warszawy - ul. Wyłom

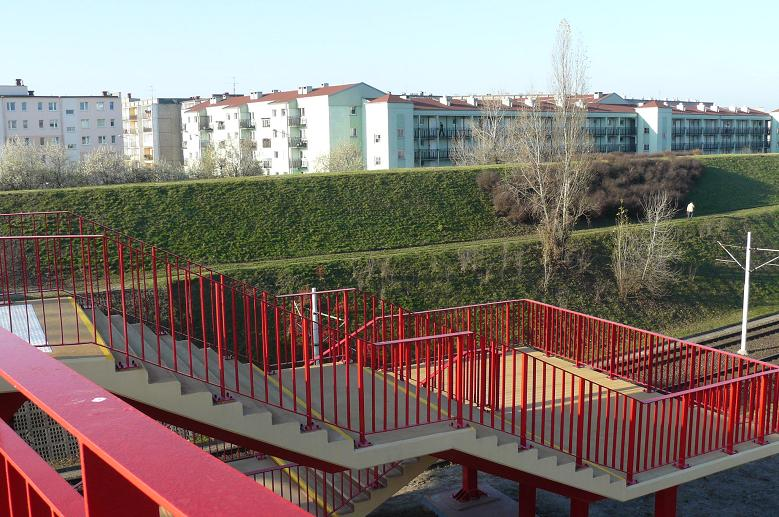
Osiedle Powstańców Warszawy - widok zza linii PST

Osiedle Powstańców Warszawy – osiedle mieszkaniowe na Winiarach, w Poznaniu. Sąsiaduje z osiedlami: Przyjaźni, Winiary oraz Trójpolem. Zabudowę osiedla stanowi 9 budynków 5-kondygnacyjnych z uzupełnieniem funkcji handlowej w parterach.
W latach 1954–1990 osiedle należało do dzielnicy Stare Miasto.

## Granice osiedla
Granice osiedla wyznaczają następujące ulice:
- trasa PST na wschodzie,
- Aleje Solidarności na północy,
- mur zespołu klasztornego Sióstr Pasterek od Opatrzności Bożej na zachodzie,
- Wyłom na południu (ulica ta stanowi starą aleję).

## Wspólnoty religijne
Członkowie Kościoła rzymskokatolickiego zamieszkujący osiedlę Powstańców Warszawy należą do parafii św. Stanisława Kostki mieszczącej się na Winiarach w dzielnicy Jeżyce. Pod numerem 9A znajduje się starokatolicka kaplica pod wezwaniem Świętych Cyryla i Metodego, która należy do Reformowanego Kościoła Katolickiego w Polsce.

## Komunikacja miejska
- tramwaje (PST): 12, 14, 15, 16, 201
- autobusy: 168, 170, 171, 178, 183, 190, 191, 193, 322, 215 (nocny)